# Dwór w Tomaszowie Bolesławieckim
Dwór w Tomaszowie Bolesławieckim – zabytkowy dwór wybudowany w  1701 w miejscowości Tomaszów Bolesławiecki – wsi w Polsce, w województwie dolnośląskim, w powiecie bolesławieckim, w gminie Warta Bolesławiecka, na pograniczu Niziny Śląsko-Łużyckiej (Równiny Chojnowskiej) i Pogórza Kaczawskiego w Sudetach.
Dwór został wpisany do rejestru zabytków jako element zespołu pałacowo-parkowego tzw. "Dolnego". Oprócz niego ochroną konserwatorską zostały objęte: pałac z XIX wieku, park z XVIII-XIX w., dwa budynki gospodarcze przy dworze z XIX w. oraz obora z XIX w.

## Opis
Dwór usytuowany jest po stronie wschodniej pałacu, oddzielony od niego obszernym dziedzińcem. Jest to piętrowy, murowany budynek nakryty wysokim naczółkowym dachem z sygnaturką zwieńczoną hełmem. Wejścia do budynku, umieszczone na jego centralnej osi, są zaakcentowane jednakowymi portalami, od strony dziedzińca nad wejściem, w partii dachu, znajduje się ozdobny szczyt o wykroju wklęsło-wypukłym.